# Geoff Pilling
Geoff Pilling, född 3 mars 1940 i Ashton-under-Lyne, död 20 augusti 1997 i London, var en brittisk marxistisk författare, som bland annat skrev Marx's Capital, Philosophy and Political Economy. Pilling hävdade, till skillnad från många i sin generation, att Marx ekonomikritik inte skulle utläsas som ett försök att skapa ekonomiska teorier.